# Districte de Nisporeni
El districte de Nisporeni (en romanès Raionul Nisporeni) és una de les divisions administratives de la República de Moldàvia. La capital és Nisporeni. L'u de gener de 2005, la població era de 65.000 habitants.